# Kapitan jachtowy

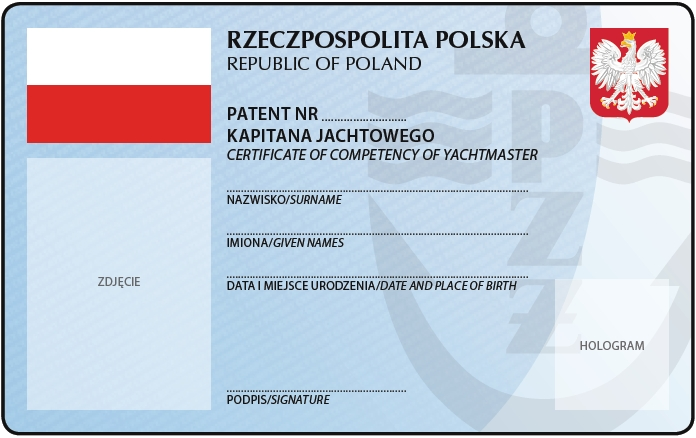
awers patentu kapitana jachtowego z 2013 roku.

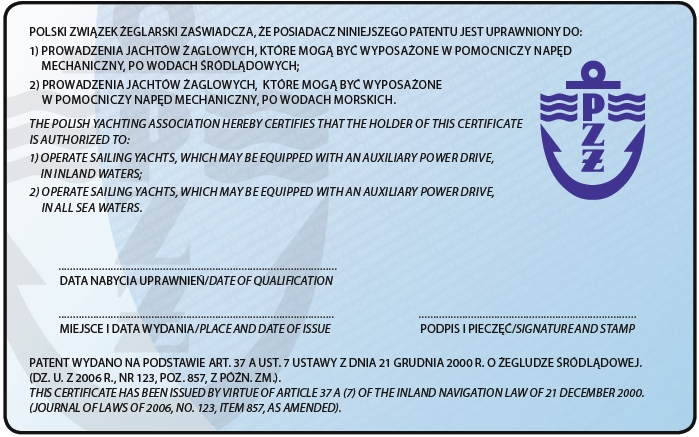
rewers patentu kapitana jachtowego z 2013 roku

Kapitan jachtowy – najwyższy z trzech wymaganych prawem patentów żeglarskich w Polsce.

## Wymagania
- posiadanie patentu jachtowego sternika morskiego,
- odbycie po uzyskaniu patentu jachtowego sternika morskiego co najmniej sześciu rejsów po wodach morskich w łącznym czasie co najmniej 1200 godzin żeglugi, w tym co najmniej 400 godzin samodzielnego prowadzenia jachtu o długości kadłuba powyżej 7,5 m, oraz odbycie co najmniej jednego rejsu powyżej 100 godzin żeglugi na jachcie o długości kadłuba powyżej 20 m oraz jednego rejsu powyżej 100 godzin żeglugi po wodach pływowych z zawinięciem do co najmniej dwóch portów pływowych.

## Uprawnienia
Patent kapitana jachtowego uprawnia do prowadzenia jachtów żaglowych po wodach śródlądowych i morskich bez ograniczeń.
Dodatkowo patent ten (na podstawie § 13 ust. 2 rozporządzenia) daje uprawnienia kapitana motorowodnego.

## Podstawa prawna
- Ustawa z 21 grudnia 2000 r. o żegludze śródlądowej (Dz.U. z 2025 r. poz. 18) (art. 37a)
  - Rozporządzenie Ministra Sportu i Turystyki z 9 kwietnia 2013 r. w sprawie uprawiania turystyki wodnej (Dz.U. z 2013 r. poz. 460)